# 私の期限は49日

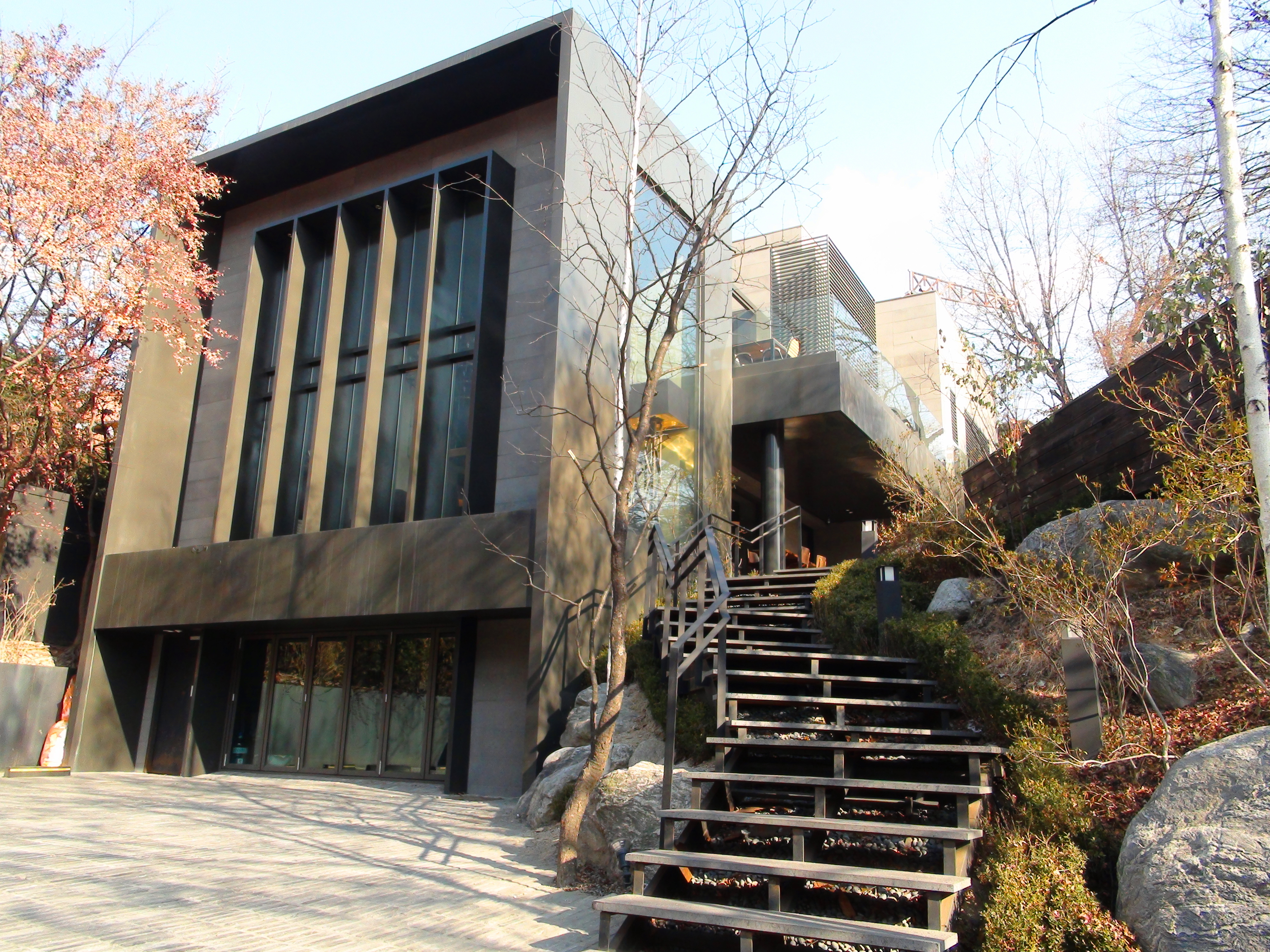
ハン・ガンの経営するワインバー「Heaven」のロケに使用されたレストラン「ANDO」。ソウル市城北区（2012年1月撮影）

私の期限は49日（わたしの きげんは よんじゅうくにち、朝鮮語: サシプク イル、ハングル: 49일）は、2011年3月16日から同年5月19日まで、韓国SBSにて放送されたテレビドラマ。全20話。

## あらすじ
何不自由なく幸せに暮らしていた、お嬢さまのシン・ジヒョンは不意の事故で生と死の境界に立たされる。しかし、冥府の予定にない死であった為、この世とあの世をつなぐ仲介者（スケジュラー）は彼女に条件付きで生き還る機会を与える。
その条件とは「血縁者以外の彼女を心から愛する3人の涙を得ること」
”27年間の人生で本当の涙を流してくれる他人の3人くらい、いないはずがない・・・”
しかし、彼女は生きている間に気付けなかった自分の人生の裏側と向き合うことになる。恋人を亡くして以来、抜け殻のように生きてきた女性ソン・イギョンの体に憑依したジヒョン。
果たして彼女は”3人の涙”を得て、生き還ることができるだろうか？

## 登場人物
- ソン・イギョン：イ・ヨウォン

生前のスケジューラーとは恋人関係にあった。
- シン・ジヒョン（憑依時）：イ・ヨウォン
- ハン・ガン：チョ・ヒョンジェ
- カン・ミノ：ペ・スビン
- シン・インジョン：ソ・ジヘ
- シン・ジヒョン：ナム・ギュリ
- スケジューラー：チョン・イル

## 韓国国外での放送

### 日本
2011年7月23日よりスカパー系放送局KNTVで放送された後、民放局のフジテレビが同年10月25日より関東地区ローカル枠（韓流α）にて放送した。

## フィリピン版ドラマ
2014年7月7日から11月14日までABS-CBNで放送されたPure Loveというタイトルのテレビドラマのフィリピンのリメイク。

## 文献
1. ↑  『私の期限は49日』を7月よりKNTVで日本初放送! KNTV 2011.5.16付記事
2. ↑  ponycanyonkdp 私の期限は49日 プロモクリップ （動画）YouTube 2015.10.29 11:10 (UTC) 閲覧